# Jan Lindvall
Jan Petter Lindvall (ur. 18 marca 1950 w Kåfjord) – norweski biegacz narciarski. 
Wystartował na igrzyskach olimpijskich w Sarajewie w 1984 roku, gdzie zajął czwarte miejsce w sztafecie, piąte na dystansie 50 km stylem klasycznym oraz trzynaste w biegu na 30 km stylem dowolnym. Podczas rozgrywanych dwa lata wcześniej mistrzostw świata w Oslo w swoim jedynym starcie zajął 11. miejsce w biegu na 50 km techniką klasyczną. Wielokrotnie startował w Pucharze Świata, zajmując między innymi czwarte miejsce w klasyfikacji generalnej w sezonie 1982/1983.

## Osiągnięcia

### Igrzyska olimpijskie
| Miejsce | Dzień     | Rok  | Miejscowość | Konkurencja             | Czas biegu | Strata  | Zwycięzca        |
| ------- | --------- | ---- | ----------- | ----------------------- | ---------- | ------- | ---------------- |
| 13.     | 10 lutego | 1984 | Sarajewo    | 30 km stylem dowolnym   | 1:28:56,3  | +3:27,0 | Nikołaj Zimiatow |
| 4.      | 16 lutego | 1984 | Sarajewo    | Sztafeta 4 × 10 km      | 1:55:06,3  | +2:21,3 | Szwecja          |
| 5.      | 19 lutego | 1984 | Sarajewo    | 50 km stylem klasycznym | 2:15:55,8  | +3:31,3 | Thomas Wassberg  |

### Mistrzostwa świata
| Miejsce | Dzień     | Rok  | Miejscowość | Konkurencja             | Czas biegu | Strata  | Zwycięzca       |
| ------- | --------- | ---- | ----------- | ----------------------- | ---------- | ------- | --------------- |
| 11.     | 27 lutego | 1982 | Oslo        | 50 km stylem klasycznym | 2:32:00,9  | +5:36,1 | Thomas Wassberg |

### Puchar Świata
W sezonach 1973/1974 - 1980/1981 Puchar Świata rozgrywany był nieoficjalnie.

#### Miejsca w klasyfikacji generalnej
- sezon 1978/1979: ?
- sezon 1979/1980: 9.
- sezon 1980/1981: 7.
- sezon 1981/1982: 21.
- sezon 1982/1983: 4.
- sezon 1983/1984: 12.

#### Miejsca na podium
1. Kastelruth – 8 stycznia 1980 (30 km) – 3. miejsce
2. Lahti – 9 marca 1980 (50 km) – 1. miejsce
3. Oslo – 15 marca 1980 (50 km) – 3. miejsce
4. Kastelruth – 13 stycznia 1981 (15 km) – 3. miejsce
5. Lahti – 7 marca 1982 (50 km) – 2. miejsce
6. Kawgołowo – 20 lutego 1983 (50 km) – 1. miejsce
7. Falun – 26 lutego 1983 (30 km) – 3. miejsce
8. Falun – 25 lutego 1984 (30 km) – 3. miejsce